# Generali degli Stati Confederati d'America
I generali degli Stati Confederati d'America erano collocati gerarchicamente in quattro livelli.
Il grado più elevato era quello di general ("generale"): il termine però, oltre ad essere specifico di un livello di comando (comandante d'armata), è anche la denominazione generica per tutta la categoria degli ufficiali generali, tanto che, nell'uso corrente, si tende a specificare nel primo caso Full General ("Generale pieno"). Nelle pagine relative si è utilizzato il termine italiano "generale d'armata", corrispondente alla collocazione gerarchica del grado.
Per i gradi inferiori le corrispondenze con gli attuali gradi dell'Esercito italiano sono le seguenti:
- Lieutenant-General ("tenente generale") = generale di corpo d'armata;
- Major-General ("maggior generale") = generale di divisione;
- Brigadier-General ("brigadier generale") = generale di brigata.

La promozione a tenente generale e a generale, qualora conseguita sul campo o in seguito all'assegnazione di un comando superiore, doveva essere presentata al Senato per la ratifica. Vi sono clamorosi esempi di promozioni mai ratificate o addirittura mai presentate al Senato. Negli elenchi che seguono i generali sono elencati in funzione del grado effettivamente esercitato, anche se la promozione non fu ratificata. L'eventuale mancata ratifica è riportata a fianco dei nomi e nelle singole note biografiche.
Le fonti di riferimento sono discordanti circa il numero complessivo dei Generali confederati. Il massimo numero citato è di 590, ma non è stato possibile risalire oltre i 537 nominativi; poiché alcune fonti contano due volte i Generali dell'Esercito Provvisorio e delle Milizie poi confermati nell'Esercito Confederato, il numero esatto è di difficile valutazione. Le discordanze non riguardano i due gradi più elevati.
Per alcuni Generali - escluso il massimo grado - esistono inoltre diverse versioni circa il grado effettivamente raggiunto; gli elenchi che seguono sono fondati sui dati pubblicati dalle fonti più complete e qualificate. Dove possibile sono indicate ulteriori precisazioni.

## Elenco dei generali degli Stati Confederati d'America

### Generali (full generals, generali d'armata)
Furono in tutto otto, elencati di seguito in ordine di anzianità:
1. Cooper, Samuel, 16 maggio 1861
2. Johnston, Albert Sidney, 30 maggio 1861
3. Lee, Robert Edward, 14 giugno 1861
4. Johnston, Joseph Eggleston, 4 luglio 1861
5. Beauregard, Pierre Gustave Toutant de, soprannominato The Little Creole (Il piccolo creolo), 21 luglio 1861
6. Bragg, Braxton, 6 aprile 1862
7. Smith, Edmund Kirby, 19 febbraio 1864
8. Hood, John Bell, 18 luglio 1864, nomina non confermata, annullata il 23 gennaio 1865

### Tenenti generali (lieutenant-general, generali di corpo d'armata)
Furono in tutto diciassette, elencati di seguito in ordine di anzianità e, a parità, in ordine alfabetico:
1. Longstreet, James, soprannominato Old Pete (Vecchio Pierino), 9 ottobre 1862
2. Hardee, William Joseph, soprannominato Old Reliable (Vecchio affidabile), 10 ottobre 1862
3. Holmes, Theophilus Hunter, 10 ottobre 1862
4. Jackson, Thomas Jonathan, soprannominato Stonewall (Muro di pietra), 10 ottobre 1862
5. Pemberton, John Clifford, 10 ottobre 1862, alla fine del 1863 chiede ed ottiene la retrocessione a Tenente Colonnello
6. Polk, Leonidas - Vescovo e Generale, 10 ottobre 1862
7. Ewell, Richard Stoddert, soprannominato Old Bald Head (Vecchia testa calva), 23 maggio 1863
8. Hill, Ambrose Powell, 24 maggio 1863
9. Hill, Daniel Harvey, 11 luglio 1863
10. Taylor, Richard, 8 aprile 1864
11. Anderson, Richard Heron, soprannominato Fightin' Dick (Riccardino il Combattente), 31 maggio 1864
12. Early, Jubal Anderson, 31 maggio 1864
13. Lee, Stephen D., 23 giugno 1864
14. Stewart, Alexander Peter, soprannominato Old Straight (Vecchio Giusto), 23 giugno 1864
15. Hampton, Wade III, 15 febbraio 1865
16. Forrest, Nathan Bedford, 28 febbraio 1865
17. Wheeler, Joseph, 28 febbraio 1865

### Maggior generali (Major-Generals, generali di divisione)
(I nominativi in corsivo appartengono a Generali per i quali sono in corso verifiche di completezza).
- Anderson, James Patton
- Bate, William Brimage
- Battle, Cullen Andrews
- Beyhy, H.P.
- Bowen, John Stevens
- Breckinrigde, John Cabell
- Brown, John Calvin
- Butler, Matthew Calbraith
- Cheatham, Benjamin Franklin
- Churchill, Thomas James
- Clark, Charles
- Clayton, Henry Delamar
- Cleburne, Patrick Ronayne
- Cobb, Howell
- Colquitt, Alfred Holt
- Crittenden, George Bibb
- Davis, Reuben, maggior generale dell'Esercito del Tennessee, brigadier generale nell'Esercito confederato
- Elzey, Arnold
- Fagan, James Fleming
- Field, Charles William
- Floyd, John Buchanan
- Forney, John Horace
- French, Samuel Gibbs
- Gardner, Franklin
- Gordon, John Brown, facente funzione di tenente generale nel 1864 e 1865
- Grimes, Bryan
- Hays, Harry Thompson
- Heth, Henry
- Hindman, Thomas Carmichael
- Hoke, Robert Frederick
- Huey, James G.L.
- Huger, Benjamin
- Hurd, W.A.
- Johnson, Bushrod Rust
- Johnson, Edward, soprannominato Alleghany dopo la sua vittoria ai monti Alleghany
- Jones, David Rumph
- Jones, Samuel
- Kemper, James Lawson
- Kershaw, Joseph Brevard
- Lee, Fitzhugh
- Lee, George Washington Custis
- Lee, William Henry Fitzhugh
- Lomax, Lunford Lindsay
- Loring, William Wing
- Lovell, Mansfield
- Magruder, John Bankhead, soprannominato Prince John (Principe John)
- Mahone, William
- Marmaduke, John Sappington
- Martin, William Thompson
- Maury, Dabney Herndon
- McCown, John Porter
- McLaws, Lafayette
- Parsons, Mosby Monroe
- Pender, William Dorsey
- Pickett, George Edward
- de Polignac, Camille Armand
- Price, Sterling
- Ramseur, Stephen Dodson
- Ransom, Robert.
- Rodes, Robert Emmett
- Rosser, Thomas Lafayette
- Smith, Gustavus Woodson
- Smith, Martin Luther
- Smith, William
- Stevenson, Carter Littlepage
- Stuart, James Ewell Brown, soprannominato Jeb
- Taliaferro, William Booth
- Trimble, Isaac Ridgeway
- Twiggs, David Emanuel
- Van Dorn, Earl
- Walker, John George
- Walker, William Henry Talbot
- Walthall, Edward Cary
- Wharton, John Austin
- Whiting, William Henry Chase
- Wilcox, Cadmus Marcellus
- Withers, Jones Mitchell
- Wright, Ambrose Ransom
- Young, Pierce Manning Butler

### Brigadier Generali (Brigadier-Generals, generali di brigata)

#### A
- Adams, Daniel Weisiger
- Adams, John
- Adams, William Wirt
- Alexander, Edward Porter
- Allen, Henry Watkins
- Allen, William Wirt
- Anderson, George Burgwyn
- Anderson, George Thomas, soprannominato Tige
- Anderson, Joseph Reid
- Anderson, Robert Houstoun
- Anderson, Samuel Read
- Archer, James Jay
- Armistead, Lewis Addison
- Armstrong, Frank Crawford
- Ashby, Turner

#### B
- Baker, Alpheus
- Baker, Laurence Simmons
- Baldwin, William Edwin
- Barksdale, William
- Barringer, Rufus
- Barry, John Decatur
- Barton, Seth Maxwell
- Beale, Richard Lee Turberville
- Beall, William Nelson Rector
- Bee, Barnard Elliott
- Bee, Hamilton Prioleau
- Bell, Tyree Harris
- Benning, Henry Lewis soprannominato Old Rock (Vecchia Roccia)
- Benton, Samuel
- Blanchard, Albert Gallatin
- Boggs, William Robertson
- Bonham, Milledge Luke
- Branch, Lawrence O´Bryan
- Brandon, William Lindsay
- Brantley, William Felix
- Bratton, John
- Brevard, Theodore Washington
- Browne, William Montague
- Bryan, Goode
- Buckner, Simon Bolivar
- Buford, Abraham
- Bullock, Robert

#### C
- Cabell, William Lewis, soprannominato Old Tige
- Campbell, Alexander William
- Cantey, James
- Capers, Ellison
- Carroll, William Henry
- Carter, John Carpenter
- Chalmers, James Ronald
- Chambliss, John Randolph Jr.
- Chesnut, James Jr.
- Chilton, Robert Hall
- Clanton, James Holt
- Clark, John Bullock Jr.
- Clingman, Thomas Lanier
- Cobb, Thomas Reade Rootes
- Cocke, Philip St. George
- Cockrell, Francis Marion
- Colston, Raleigh Edward
- Conner, James
- Cook, Philip
- Cooke, John Rogers
- Cooper, Douglas Hancock
- Corse, Montgomery Dent
- Cosby, George Blake
- Cox, William Ruffin
- Cumming, Alfred

#### D
- Daniel, Junius
- Davidson, Henry Brevard
- Davis, Joseph Robert
- Davis, William George Mackey
- Dearing, James
- Deas, Zachariah Cantey
- De Lagnel, Julius Adolph
- Deshler, James
- Dibrell, George Gibbs
- Dockery, Thomas Pleasant
- Doles, George Pierce
- Donelson, Daniel Smith
- Drayton, Thomas Fenwick
- Dubose, Dudley McIver
- Duke, Basil Wilson
- Duncan, Johnson Kelly
- Dunovant, John

#### E
- Echols, John
- Ector, Matthew Duncan
- Elliott, Stephen Jr.
- Evans, Clement Anselm
- Evans, Nathan George, soprannominato Shanks (Tibia)

#### F
- Featherston, Winfield Scott, soprannominato Old Swet
- Ferguson, Samuel Wragg
- Finegan, Joseph
- Finley, Jesse Johnson
- Forney, William Henry
- Frazer, John Wesley
- Frost, Daniel Marsh
- Fry, Birkett Davenport

#### G
- Gano, Richard Montgomery
- Gardner, William Montgomery
- Garland, Samuel Jr.
- Garnett, Richard Brooke
- Garnett, Robert Seldon
- Garrott, Isham Warren
- Gartrell, Lucius Jeremiah
- Gary, Martin Witherspoon
- Gatlin, Richard Caswell
- Gholson, Samuel Jameson
- Gibson, Randall Lee
- Gilmer, Jeremy Francis
- Girardey, Victor Jean Baptiste
- Gist, States Rights
- Gladden, Adley Hogan
- Godwin, Archibald Campbell
- Goggin, James Monroe
- Gordon, George Washington
- Gordon, James Byron
- Gorgas, Josiah
- Govan, Daniel Chevilette
- Gracie, Archibald Jr.
- Granbury, Hiram Bronson
- Gray, Henry
- Grayson, John Breckinridge
- Green, Martin Edwin
- Green Thomas
- Greer, Elkanah Brackin
- Gregg, John
- Gregg, Maxcy
- Griffith, Richard

#### H
- Hagood, Johnson
- Hanson, Roger Weightman
- Hardeman, William Polk
- Harris, Nathaniel Harrison
- Harrison, James Edward
- Harrison, Thomas
- Hatton, Robert Hopkins
- Hawes, James Morrison
- Hawthorn, Alexander Travis
- Hébert, Louis
- Hébert, Paul Octave
- Helm, Benjamin Hardin
- Higgins, Edward
- Hill, Benjamin Jefferson
- Hodge, George Baird
- Hogg, Joseph Lewis
- Holtzclaw, James Thadeus
- Humes, William Young Conn
- Humphreys, Benjamin Grubb
- Hunton, Eppa

#### I
- Imboden, John Daniel
- Iverson, Alfred Jr.

#### J
- Jackman, Sidney Drake
- Jackson, Alfred Eugene
- Jackson, Henry Rootes
- Jackson, John King
- Jackson, William Hicks
- Jackson, William Lowther
- Jenkins, Albert Gallatin
- Jenkins, Micah
- Johnson, Adam Rankin
- Johnson, Bradley Tyler
- Johnston, George Doherty
- Johnston, Robert Daniel
- Jones, John Marshall
- Jones, John Robert
- Jones, William Edmonson, soprannominato Grumble (Brontolone)
- Jordan, Thomas

#### K
- Kelly, John Herbert
- Kennedy, John Doby
- Kirkland, William Whedbee

#### L
- Lane, James Henry
- Lane, Walter Paye
- Law, Evander McIvor
- Lawton, Alexander Robert
- Leadbetter, Danville
- Lee, Edwin Gray
- Leventhorpe, Collett
- Lewis, Joseph Horace
- Lewis, William Gaston
- Liddle, St. John Richardson
- Lilley, Robert Doak
- Little, Lewis Henry
- Logan, Thomas Muldrup
- Long, Armistead Lindsay
- Lowrey, Mark Perrin
- Lowry, Robert
- Lyon, Hylan Benton

#### M
- MacKall, William Whann
- Major, James Patrick
- Maney, George Earl
- Manigault, Arthur Middleton
- Marshall, Humphrey
- Martin, James Green
- Maxey, Samuel Bell
- McCausland, John
- McComb, William
- McCulloch, Ben
- McCulloch, Henry Eustace
- McGowan, Samuel
- McIntosh, James McQueen
- McNair, Evander
- McRae, Dandridge
- McRae, William
- Mercer, Hugh Weedon
- Miller, William
- Moody, Young Marshall
- Moore, John Creed
- Moore, Patrick Theodore
- Morgan, John Hunt
- Morgan, John Tyler
- Mouton, Jean Jacques Alfred Alexander

#### N
- Nelson, Allison
- Nicholls, Francis Redding Tillou
- Northrop, Lucius Bellinger

#### O
- O´Neal, Edward Asbury

#### P
- Page, Richard Lucian
- Palmer, Joseph Benjamin
- Paxton, Elisha Franklin
- Payne, William Henry Fitzhugh
- Peck, William Rayne
- Pegram, John
- Pendleton, William Nelson
- Perrin, Abner Monroe
- Perry, Edward Aylesworth
- Perry, William Flank
- Pettigrew, James Johnston
- Pettus, Edmund Winston
- Pike, Albert
- Pillow, Gideon Johnson
- Polk, Lucius Eugene
- Posey, Carnot
- Preston, John Smith
- Preston, William
- Pryor, Roger Atkinson

#### Q
- Quarles, William Andrew

#### R
- Rains, Gabriel James
- Rains, James Edwards
- Randal, Horace
- Randolph, George Wythe
- Ransom, Matt Whitaker
- Reynolds, Alexander Welch
- Reynolds, Daniel Harris
- Richardson, Robert Vinkler
- Ripley, Roswell Sabine
- Roane, John Selden
- Roberts, William Paul
- Robertson, Beverly Holcombe
- Robertson, Felix Huston
- Robertson, Jerome Bonaparte
- Roddey, Philip Dale
- Ross, Lawrence Sullivan
- Ruggles, Daniel
- Rust, Albert

#### S
- Sanders, John Caldwell Calhoun
- Scales, Alfred Moore
- Scott, Thomas Moore
- Scurry, William Read
- Sears, Claudius Wistar
- Semmes, Paul Jones
- Sharp, Jacob Hunter
- Shelby, Joseph Orville
- Shelley, Charles Miller
- Shoup, Francis Asbury
- Sibley, Henry Hopkins
- Simms, James Phillip
- Slack, William Yarnel
- Slaughter, James E.
- Smith, James Argyle
- Smith, Preston
- Smith, Thomas Benton
- Smith, William Duncan
- Sorrel, Gilbert Moxley
- St. John, Isaac Munroe
- Stafford, Leroy Augustus
- Starke, Peter Burwell
- Starke, William Edwin
- Steele, William
- Steuart, George Hume
- Stevens, Clement Hoffman
- Stevens, Walter Husted
- Stovall, Marcellus Augustus
- Strahl, Otto French

#### T
- Tappan, James Camp
- Taylor, Thomas Hart
- Terrill, James Barbour
- Terry, William
- Terry, William Richard
- Thomas, Allen
- Thomas, Bryan Morel
- Thomas, Edward Lloyd
- Tilghman, Lloyd
- Toombs, Robert Augustus
- Toon, Thomas Fentress
- Tracy, Edward Dorr
- Trapier, James Heyward
- Tucker, William Feimster
- Tyler, Robert Brank

#### U
-

#### V
- Vance, Robert Brank
- Vaughan, Alfred Jefferson Jr.
- Vaughn, John Crawford
- Villepigue, John Bordenave

#### W
- Walker, Henry Harrison
- Walker, James Alexander
- Walker, Leroy Pope
- Walker, Lucius Marshall
- Walker, Reuben Lindsay
- Walker, William Stephen
- Wallace, William Henry
- Waterhouse, Richard
- Watie, Stand, nome originale De-ga-ta-ga, capo Cherokee, unico generale pellirosse della guerra
- Waul, Thomas Neville
- Wayne, Henry Constantine
- Weisiger, David Addison
- Wharton, Gabriel Colvin
- Whitfield, John Wilkins
- Wickham, William Carter
- Wigfall, Louis Trezevant
- Williams, John Stuart
- Wilson, Claudius Charles
- Winder, Charles Sidney
- Winder, John Henry
- Wise, Henry Alexander
- Wofford, William Tatum
- Wood, Sterling Alexander Martin
- Wright, Marcus Joseph

#### X
-

#### Y
- York, Zebulon
- Young, William Hugh

#### Z
- Zollicoffer, Felix Kirk